# Всеукраїнське об'єднання «Майдан»
Всеукраї́нське об'є́днання «Майдан» — позапартійна громадська організація прихильників (та учасників) Євромайдану для набуття організаційних форм боротьби. 22 грудня 2013 р. народне віче на Євромайдані у Києві ухвалило резолюцію про створення загальнонаціональної організації Народне об'єднання «Майдан» з метою поглиблення, розширення та подальшої координації діяльності Євромайдану.

## Резолюція Майдану
В резолюції Майдану зокрема зазначено:
|  | Ми були, є і надалі готові до тривалої боротьби, до того, що Майдан стоятиме і боротиметься рівно доти, доки Янукович не почує голос мільйонів. Майдан — це постійно діючий осередок спротиву… Це і є наша вільна Україна, територія, яка вже непідвладна Януковичу. |

Очільники громадського сектору Євромайдану повідомили, що кінцева мета Майдану — це зміна не тільки прізвищ, а й усієї системи, усунення Януковича від влади та низка інших змін. Такими змінами мають стати реальне місцеве самоврядування та децентралізація фінансів, незалежне правосуддя, реформована міліція та інші. Представники громадського сектору Євромайдану також оголосили, що цей
|  | Рух має бути орієнтований та довготривалу боротьбу за зміну системи з чіткими діями протягом 2015 року: розгортання боротьби проти системи у кожному селі, місті та області, захист можливості вільного вибору у 2015 році, правозахист від репресій влади та самозахист учасників руху. |

Співголова ради Народного об'єднання «Майдан», Юрій Луценко, у своєму блозі зазначив:
|  | Україна єдина у бажанні змін. Йдемо на Схід, на Південь, на Північ і робимо один єдиний загальноукраїнський Майдан. |

## Склад Ради всеукраїнського об'єднання «Майдан»
22 грудня 2013 року на 5-му Віче зі сцени на Майдані Незалежності було проголошено про створення всеукраїнського об'єднання «Майдан». Також було проголосовано єдиним списком склад Ради:
- Тарас Бойків[7][8]
- Софія Бориско,
- Олексій Гарань,
- Василь Гацько,
- Ігор Жданов,
- Андрій Дзиндзя (включено 23.12.2013),
- Андрій Іллєнко,
- Ірена Карпа,
- Сергій Квіт,
- Віктор Килимар,
- Кротенко Ілля[9]
- В'ячеслав Кириленко,
- Ігор Коліушко,
- Віталій Кличко,
- Руслан Кошулинський,
- Іван Крулько,
- Руслана Лижичко (23 грудня 2013 р. відмовилась від посади співголови[10]),
- Ігор Луценко,
- Юрій Луценко,
- Марія Матіос,
- Андрій Мохник,
- Олег Осуховський,
- Андрій Парубій,
- Валерій Пацкан,
- Сашко Положинський,
- Петро Порошенко,
- Віталій Портников,
- Сергій Рахманін,
- Єгор Соболєв,
- Сергій Соболєв,
- Олександр Сушко,
- Вікторія Сюмар,
- Борис Тарасюк,
- Юлія Тимошенко,
- Олександр Турчинов,
- Олег Тягнибок,
- Валерій Чалий,
- Віктор Чумак,
- Тетяна Чорновіл,
- Зорян Шкіряк,
- Єлизавета Щепетильникова,
- Арсеній Яценюк.

За словами Турчинова, список ради «Майдану» відкритий і буде збільшуватись.
Співголовами ради новоствореного «Майдану» були обрані Сергій Квіт, Віталій Кличко, Юрій Луценко, Юлія Тимошенко, Арсеній Яценюк та Олег Тягнибок.
Раніше повідомлялося, що співголовою ради «Майдану» було обрано також Руслану Лижичко, проте українська співачка взяла самовідвід, аргументуючи що:
|  | Будучи співголовою Ради, серед політиків відчуваю себе не на своєму місці. Вважаю, що на моєму місці має бути політик такого ж рівня, як інші політики. Я - не політик. |

## Організаційна діяльність
Всеукраїнське об'єднання «Майдан» 24 грудня 2013 р. розпочало на Майдані Незалежності прийом громадян до своїх лав.
На думку співголови ради «Майдану» Юрія Луценко першим питанням всеукраїнського об'єднання «Майдан» є захист активістів Майданів по всій країні через тиск мільйонів громадян України на владу.

## План дій

### Січень 2014 року[13]
| Захід | Відповідальний | Термін виконання | Термін виконання                |
| ДЛЯ ВИКОНАННЯ ВИМОГИ ПРО ПОКАРАННЯ ВИННИХ У ЗАСТОСУВАННІ СИЛИ ДО МИРНИХ МІТИНГУВАЛЬНИКІВ | | |                                 |
| 1. Застосовувати засоби персонального тиску (зокрема, пікетування особистих будівель, вручення вимог тощо) до тих посадових осіб, від яких залежать проведення розслідування щодо винних у побитті мирних мітингувальників — В. Януковича, М. Азарова, В. Пшонки, В. Захарченка, А. Клюєва. | Штаб національного спротиву, Автомайдан | Штаб національного спротиву, Автомайдан | Протягом січня 2014 року        |
| 2. Провести кампанію громадського осуду стосовно всіх високопосадовців та виконавців кривавого розгону студентів, осіб, причетних до неправосудних рішень в судах, прокурорів, що підтримують політично мотивовані звинувачення. Сформувати документальну доказову базу, публічний люстраційний список цих осіб, аби в майбутньому притягти їх до відповідальності.Оприлюднити зведений перелік працівників «Беркуту», які застосовували силу проти мітингувальників. Довести до широкого загалу (сусіди, друзі, батьки та знайомі) про їх причетність до цих злочинів. | Штаб національного спротиву, Комісія з питань правозахисту ВО «Майдан» | Штаб національного спротиву, Комісія з питань правозахисту ВО «Майдан» | До 10 січня 2014 року           |
| 3. Здійснювати активний громадський контроль у регіонах за діяльністю правоохоронних органів, судів та прокуратури, складати місцеві списки порушників закону, здійснювати кампанії морального осуду. | Штаб національного спротиву, регіональні осередки ВО «Майдан» | Штаб національного спротиву, регіональні осередки ВО «Майдан» | Постійно                        |
| 4. Оприлюднити у закордонних ЗМІ інформацію про активи «Сім'ї» за кордоном, наголошуючи на можливості їх блокування за міжнародними стандартами ФАТФ.Розповсюджувати алгоритми таких дій зі сайту Статки Януковича [Архівовано 4 січня 2014 у Wayback Machine.] серед європейських політиків, журналістів та громадськості.Ініціювати пікетування закордоном офісів банків, де є рахунки «Сім'ї», Азарова, Клюєва та інших. | Штаб національного спротиву, Зовнішньополітична та комісія з питань європейської інтеграції, Інформаційна комісія ВО «Майдан»                                                          | Штаб національного спротиву, Зовнішньополітична та комісія з питань європейської інтеграції, Інформаційна комісія ВО «Майдан»                                                 | Постійно                        |
| 5. Оголосити бойкот комерційним компаніям «Сім'ї», задіяних у грабуванні бюджету. Організувати протести під їх офісами в Україні та за кордоном. | Штаб національного спротиву, Зовнішньополітична та комісія з питань європейської інтеграції, Інформаційна комісія, Мобілізаційна та по роботі з регіонами комісія ВО «Майдан»          | Штаб національного спротиву, Зовнішньополітична та комісія з питань європейської інтеграції, Інформаційна комісія, Мобілізаційна та по роботі з регіонами комісія ВО «Майдан» | Протягом січня 2014 року        |
| 6. Звернутися до урядів ЄС та США з проханням активізувати процес запровадження персональних санкцій до вищих посадових осіб України, винних у розгоні мирних демонстрантів. | Штаб національного спротиву, Зовнішньополітична та комісія з питань європейської інтеграції, Інформаційна комісія ВО «Майдан»                                                          | Штаб національного спротиву, Зовнішньополітична та комісія з питань європейської інтеграції, Інформаційна комісія ВО «Майдан»                                                 | До 10 січня 2014 року           |
| 7. Передати до міжнародних організацій задокументовані факти порушень прав людини в Україні та перелік відповідальних за це. | Штаб національного спротиву, Зовнішньополітична та комісія з питань європейської інтеграції, Комісія з правозахисту ВО «Майдан»                                                        | Штаб національного спротиву, Зовнішньополітична та комісія з питань європейської інтеграції, Комісія з правозахисту ВО «Майдан»                                               | До 15 січня 2014 року           |
| ДЛЯ РЕАЛІЗАЦІЇ ВИМОГИ ПРО ЗВІЛЬНЕННЯ ПОЛІТИЧНИХ В'ЯЗНІВ | | |                                 |
| 1. Підготувати та подати звернення до генерального прокурора, відповідних судів про звільнення заарештованих осіб відповідно до Закону про непритягнення до кримінальної відповідальності учасників мирних протестів. | Юридична служба Штабу національного спротиву | Юридична служба Штабу національного спротиву | До 5 січня 2014 року            |
| 2. Створити Тимчасову спеціальну слідчу комісію у Верховній Раді України, яка б провела незалежне розслідування щодо розгону студентського Євромайдану 30 листопада, побиття активістів 1 грудня 2013 року, нападів на Тетяну Чорновол, активістів Майдану по всій території України. | фракції ВО «Батьківщина», ВО «Свобода», ПП «Удар» у Верховній Раді України | фракції ВО «Батьківщина», ВО «Свобода», ПП «Удар» у Верховній Раді України | До 21 січня 2014 року           |
| 3. Забезпечити правову допомогу кожному учаснику масових протестів, проти яких порушені кримінальні або адміністративні справи. | Юридична служба Штабу національного спротиву | Юридична служба Штабу національного спротиву | Постійно                        |
| 4. Забезпечити масове пікетування кожного судового засідання, на якому розглядаються справи активістів Майдану. | Штаб національного спротиву | Штаб національного спротиву | Постійно                        |
| 5. Розробити та вручити суддям звернення від Майдану щодо відповідальності у разі застосування вибіркового правосуддя. | Юридична служба Штабу національного спротиву, Інформаційна комісія ВО «Майдан» | Юридична служба Штабу національного спротиву, Інформаційна комісія ВО «Майдан»                                                                                                | До 10 січня 2014 року           |
| 'ДЛЯ РЕАЛІЗАЦІЇ ЗАВДАННЯ 'ЩОДО ВІДНОВЛЕННЯ ДІЇ КОНСТИТУЦІЇ 2004 РОКУ, ЯКА БУЛА СКАСОВАНА В НЕКОНСТИТУЦІЙНІЙ СПОСІБ | | |                                 |
| 1.Провести переговори та забезпечити результативне голосування за Акт щодо відновлення конституційного ладу в Україні. | Штаб національного спротиву | Штаб національного спротиву | До 21 січня 2014 року           |
| ДЛЯ РЕАЛІЗАЦІЇ ЗАВДАННЯ ЩОДО ДОНЕСЕННЯ ІДЕЙ МАЙДАНУ ДО ГРОМАДЯН УКРАЇНИ, ПОШИРЕННЯ ДІЯЛЬНОСТІ МАЙДАНУ У ВСІХ РЕГІОНАХ УКРАЇНИ | | |                                 |
| 1.Провести акцію «Досить красти!», у межах якої донести мешканцям Сходу та Півдня інформацію про реальний стан справ у країні, масштаби пограбування країни і ролі «Сім'ї» в цьому. | Штаб національного спротиву, Інформаційна комісія, Мобілізаційна та по роботі з регіонами комісія ВО «Майдан»                                                                          | Штаб національного спротиву, Інформаційна комісія, Мобілізаційна та по роботі з регіонами комісія ВО «Майдан»                                                                 | Постійно                        |
| 2. Розробити та внести на розгляд Верховної Ради України зміни до Державного бюджету, якими передбачити зменшення кількості державних резиденцій президента України, скорочення видатків на його утримання, скасування пільг чиновникам, скорочення видатків на їх утримання. | Юридична служба Штабу національного спротиву | Юридична служба Штабу національного спротиву | До 14 січня 2004 року           |
| ДЛЯ РЕАЛІЗАЦІЇ ЗАВДАННЯ ЩОДО ПІДГОТОВКИ ДО ПРОВЕДЕННЯ ЧЕСНИХ ТА ПРОЗОРИХ ВИБОРІВ | | |                                 |
| 1. Підготувати та обговорити законопроєкт про внесення змін до закону про вибори президента, який сприяв би проведенню демократичних, чесних та прозорих президентських виборів. | Юридична служба Штабу національного спротиву, Програмна комісія ВО «Майдан» | Юридична служба Штабу національного спротиву, Програмна комісія ВО «Майдан»                                                                                                   | До 21 січня 2014 року           |
| 2. Оголосити про формування мережі спостерігачів за виборчим процесом та почати реєстрацію спостерігачів, членів дільничних виборчих комісій. | Штаб національного спротиву, Інформаційна комісія, Мобілізаційна та по роботі з регіонами комісія ВО «Майдан»                                                                          | Штаб національного спротиву, Інформаційна комісія, Мобілізаційна та по роботі з регіонами комісія ВО «Майдан»                                                                 | До 15 січня 2014 року           |
| ДЛЯ ЗАБЕЗПЕЧЕННЯ БЕЗПЕРЕБІЙНОГО ФУНКЦІОНУВАННЯ ТАБОРУ НА МАЙДАНІ | | |                                 |
| 1. Звернутися до киян та представників бізнесу щодо допомоги у вирішенні проблем Майдану: дрова, теплі речі, продукти харчування тощо. | Штаб національного спротиву, Комісія з питань співпраці з громадськими організаціями та профспілками ВО «Майдан»                                                                       | У разі необхідності | У разі необхідності             |
| 2. Забезпечити координацію проведення культурно-масових та освітніх заходів, які проводяться на Майдані, а також інформування про них. | Штаб національного спротиву, Інформаційна та мистецька комісії ВО «Майдан» | Постійно | Постійно                        |
| У РАЗІ НЕВИКОНАННЯ ВИМОГ МАЙДАНУ ДО 21 СІЧНЯ 2014 РОКУ | | |                                 |
| 1. Закликати найбільші підприємства України провести попереджувальний страйк 24 січня (п'ятниця) 2014 року. | Штаб національного спротиву, Інформаційна комісія, Мобілізаційна та по роботі з регіонами комісія, Комісія з питань співпраці з громадськими організаціями та профспілками ВО «Майдан» | До 24 січня 2014 року (включно) | До 24 січня 2014 року (включно) |
| 2. Провести 22-24 січня 2014 року активне пікетування резиденцій вищих посадових осіб. | Штаб національного спротиву, Мобілізаційна та по роботі з регіонами комісія ВО «Майдан», Автомайдан                                                                                    | 22-24 січня 2014 року | 22-24 січня 2014 року           |